# Чико
Дон Чико Фелипе Кајетано Лопез Мартинез и Гонзалес (шп. Don Cico Felipe Cayetano Lopez Martinez y Gonzales), познатији само као Чико, вјерни је пријатељ и пратилац стрипског јунака Загора. Приказан као онизак и дебељушкаст човјек, црне косе са оштрим шишкама, који много воли да једе и спава.
Поријеклом из Мексика, потомак шпанских конкистадора, он има мексичке узречице и узвике. Омиљене узречице су му "Свих ми бркова моје фамилије" или "Свих ми напитака мог деде апотекара". Често забавног карактера, чиме цијелом стрипу даје и тон духовитости, поред Загоровог херојства и племенитости.
У серији стрипова о Загору, повремено су излазила и специјална издања чији је центар радње био управо Чико, и који су обично били хумористички, попут „Чико у Дракулином дворцу“, „Чико шериф“, „Фанта Чико“, „Чикове вратоломије“ идр.
Стрип едиција „Весели четвртак“ издавач је серијала „Чико“ за Србију.

## Чикова прича
Прича о Чиковом одрастању и доласку из Мексика у Сједињене Америчке Државе изложена је у специјалном броју „Чикова прича“.
Чико се родио у породици са осморо дјеце. Због тешке финансијске ситуације, његов отац је одлучио да се са цијелом породицом пресели код рођака у Њу Орлеанс. Чико, међутим, пошто је још увијек био беба, случајно је остао у кавезу за папагаје док је брод већ одлазио и тако остао у Мексику, препуштен сам себи. Одрастао је чистећи ципеле, свирајући у кафанама, радећи као чистач у кориди итд. Када је одрастао, већ је постајао луталица и због ситних крађа заглављивао у затвор, када му је један познаник у затвору препоручио да се запосли у војсци, чиме би себи трајно обезбиједио храну и смјештај.
Међутим, пошто је и тамо био неспретан, а увијек гладан, ни тамо није добро прошао. Послије неког времена, војни врх је одлучио да га жртвује „као хероја и подигне му споменик, да би дигли морал у војсци“. Чико не знајући ништа успијева да остане жив, али од подметнуте експлозије страда пуковник. Чико, сада под потјерницом, одлучује да побјегне из земље и упути се у Сједињене Америчке Државе. Прешао је ријеку Рио Браво и затекао се у Тексасу. Ту почињу његове нове пустоловине и, како сам Чико каже, „прошао је још многе перипетије прије него се укрцао на брод који га је довео ове крајеве (у којима се дешава радња стрипа)“.
И друга специјална издања чији је главни јунак Чико откривају многе детаље о његовом животу од прије него што је упознао Загора и прије него су започеле њихове заједничке авантуре.